# Azur Congo
Azur Congo est une ancienne société de télécommunication et un fournisseur d'accès internet en république du Congo.
Azur Congo est également disponible en France, en Afrique du Sud et au Gabon